# Segelbådan, Malax
Segelbådan med Nörra Rajkbådan är en ö i Finland. Den ligger i Norra kvarken och i kommunen Malax i den ekonomiska regionen  Vasa i landskapet Österbotten, i den västra delen av landet. Ön ligger omkring 35 kilometer väster om Vasa och omkring 380 kilometer nordväst om Helsingfors.
Öns area är 5,2 hektar och dess största längd är 490 meter i sydöst-nordvästlig riktning.

## Sammansmälta delöar
- Segelbådan 63°00′19″N 20°58′28″Ö / 63.0052°N 20.97454°Ö
- Nörra Rajkbådan 63°00′23″N 20°58′19″Ö / 63.0064°N 20.97189°Ö

## Klimat
Inlandsklimat råder i trakten. Årsmedeltemperaturen i trakten är 4 °C. Den varmaste månaden är augusti, då medeltemperaturen är 16 °C, och den kallaste är februari, med −6 °C.